# Love Affair (chanson)
Pour les articles homonymes, voir Love Affair.
Singles de Johnny Hallyday featuring Kathy Mattea
I Wanna Make Love to You
(1994) J'la croise tous les matins
(1995)
Clip vidéo
[vidéo] « Love Affair », sur YouTube
Love Affair est une chanson de Johnny Hallyday featuring Kathy Mattea issue de l'album de Johnny Hallyday en anglais de 1994 Rough Town.
En mars 1995 la chanson est sortie en single et a atteint la 35e place du Top 50.

## Développement et composition
La chanson a été écrite et composée par Jerry Lynn Williams. L'enregistrement a été produit par Chris Kimsey.

## Liste des pistes
Single promo CD — 1995
1. Love affair
Featuring Kathy Mattea

Single CD — 1995
1. Love affair
Featuring Kathy Mattea
2. Blue moon rising (Inédit)

Single maxi CD — 1995, Philips 9838204
1. Love affair "Edit"
Featuring Kathy Mattea
2. Love affair
Featuring Kathy Mattea
3. Blue moon rising
Previously unreleased

## Classements
| Classement (1995) | Meilleure position |
| ----------------- | ------------------ |
| France (SNEP)     | 35                 |